# Impatiens wilsonii
Impatiens wilsonii är en balsaminväxtart som beskrevs av Joseph Dalton Hooker. Impatiens wilsonii ingår i släktet balsaminer, och familjen balsaminväxter. Inga underarter finns listade i Catalogue of Life.